# Giovanni Bia
Giovanni Bia (ur. 24 października 1968 w Parmie) – włoski piłkarz, występujący podczas kariery na pozycji obrońcy.

## Kariera klubowa
Karierę piłkarską Giovanni Bia rozpoczął w drugoligowej Parmie w 1984. W 1986 przeszedł do czwartoligowej Perugii, z którą dwa lata później awansował do Serie C1. W 1990 powrócił do Parmy, lecz prawie natychmiast został wypożyczony do trzecioligowego Trento. Po powrocie do Parmy zadebiutował w Serie A 5 kwietnia 1992 w zremisowanym 1-1 meczu z Cagliari Calcio.
Z Parmą zdobył Puchar Włoch. W sezonie 1992/1993 występował w drugoligowej Cosenzy. Dobra gra w Cosenzy została zauważona w SSC Napoli, dokąd Bia trafił w 1993. Dobry sezon w Napoli zaowocowała transferem do Interu Mediolan. W barwach nerroazurrich zadebiutował 22 sierpnia 1994 w wygranym 3-0 meczu Pucharu Włoch z Lodigiani. Ostatni raz w barwach czarno-niebieskich wystąpił 14 maja 1995 w przegranym 1-4 meczu ligowym z S.S. Lazio. W Interze rozegrał 31 spotkań (23 w lidze, 2 w europejskich pucharach i 6 w Pucharze Włoch). W latach 1995–1998 był zawodnikiem Udinese Calcio. W sezonie 1997/98 był wypożyczony do Brescii.
W latach 1998–2001 był zawodnikiem Bologny. W Bolognie pożegnał się z Serie A, w której w latach 1992–2001 w Serie A Bia rozegrał 194 spotkań, w których zdobył 15 bramek. W sezonie 2001/2002 występował w drugoligowym francuskim AS Saint-Étienne. Karierę zakończył w trzecioligowej Reggianie w 2003.
| Sezon     | Klub               | Kraj    | Rozgrywki  | Mecze | Bramki |
| --------- | ------------------ | ------- | ---------- | ----- | ------ |
| 1984/85   | Parma F.C.         | Włochy  | Serie B    | 1     | 0      |
| 1985/86   | Parma F.C.         | Włochy  | Serie C1   | 0     | 0      |
| 1986/87   | Perugia Calcio     | Włochy  | Serie C2   | 18    | 0      |
| 1987/88   | Perugia Calcio     | Włochy  | Serie C2   | 22    | 0      |
| 1988/89   | Perugia Calcio     | Włochy  | Serie C1   | 0     | 0      |
| 1989/90   | Perugia Calcio     | Włochy  | Serie C1   | 17    | 1      |
| 1990/91   | Parma F.C.         | Włochy  | Serie A    | 0     | 0      |
| 1990/91   | Trento Calcio 1921 | Włochy  | Serie C1   | 25    | 3      |
| 1991/92   | Parma F.C.         | Włochy  | Serie A    | 1     | 0      |
| 1992/93   | Cosenza Calcio     | Włochy  | Serie B    | 35    | 6      |
| 1993/94   | SSC Napoli         | Włochy  | Serie A    | 28    | 6      |
| 1994/95   | Inter Mediolan     | Włochy  | Serie A    | 23    | 0      |
| 1995/96   | Udinese Calcio     | Włochy  | Serie A    | 31    | 4      |
| 1996/97   | Udinese Calcio     | Włochy  | Serie A    | 22    | 4      |
| 1997/98   | Udinese Calcio     | Włochy  | Serie A    | 3     | 0      |
| 1997/98   | SSC Napoli         | Włochy  | Serie A    | 9     | 0      |
| 1997/98   | Brescia Calcio     | Włochy  | Serie A    | 19    | 0      |
| 1998/99   | Bologna FC         | Włochy  | Serie A    | 20    | 0      |
| 1999/2000 | Bologna FC         | Włochy  | Serie A    | 26    | 1      |
| 2000/01   | Bologna FC         | Włochy  | Serie A    | 21    | 3      |
| 2001/02   | AS Saint-Étienne   | Francja | Division 2 | 20    | 1      |
| 2002/03   | AC Reggiana 1919   | Włochy  | Serie C1   | 22    | 1      |